# Test razgranate DNK
U biologiji, test razgranate DNK je test pojačavanja signala koji se koristi za detektovanje molekula nukleinskih kiselina. Ovaj test se razlikuje od testa amplifikacije biološkog cilja.
Test razgranate DNK se može koristiti za detekciju i kvantifikaciju mnogih tipova RNK ili DNK molekula. U testu se razgranata DNK pomeša sa testiranim uzorkom. Detekcija se vrši koristeći neradioaktivni metod, i prethodna amplifikacija nije neophodna. Test je u potpunosti zavistan od hibridizacije. Enzimi se koriste za indikaciju stepena hibridizacije, a ne za manipulaciju nukleinskih kiselina. Male količine nukleinske kiseline se mogu detektovati i kvantifikovati bez koraka reverzne transkripcije (u slučaju RNK) i/ili PCR. Test se može koristiti u visoko protočnom modu, za razliku od kvantitativnog Northern-blotting ili testa RNAzne protekcije, koji su radno intenzivni i nepodesni za primenu na veliki broj uzoraka. Druga značajna visoko protočna tehnika koje nalazi primenu u kvantifikaciji specifičnih RNK molekula je kvantitativna PCR, nakon reverzne transkripcije RNK do cDNK.

## Spoljašnje veze
- Branched+DNA+Assay на 